# بني غانم
بلديه غانم هي بلدية في كُماركة وادي البيضاء في منطقة بلنسية في إسبانيا ، 